# 委内瑞拉国旗
委內瑞拉國旗是一面三色旗，源於米蘭達三色旗，啟用於1811年。由黃、藍、紅三條橫條組成。藍條上有八顆白色五角星，象徵組成起兵反抗西班牙殖民者的八個省，其中第八顆－代表埃塞奎博圭亞那的一顆－是2006年3月12日加上：這也是原來西蒙·玻利瓦爾的主張。但反對烏戈·查韋斯的陣營表示不會採用新國旗，仍然使用七颗星的国旗。
政府旗在國旗的基礎上，在左上角加上國徽。

## 历史国旗
- 2:31811
- 2:31811
- 2:31813
- 2:31813－1814
- 2:31817－1819

- 2:3 大哥伦比亚 1819－1830
- 2:3 大哥伦比亚 1820－1830
- 2:3  委内瑞拉共和国 1830－1836
- 2:3  委内瑞拉共和国 1830－1836
- 2:3  委内瑞拉共和国 1836－1859

- 2:3  委内瑞拉共和国 1859
- 2:3  委内瑞拉共和国 1859
- 2:3委内瑞拉共和国 1859－1863
- 2:3  委内瑞拉合众国 1863－1905
- 2:3  委内瑞拉合众国 1905－1930

- 2:3   委内瑞拉共和国 1930－2006
- 2:3  委内瑞拉共和国 1930－1954 政府旗
- 2:3  委内瑞拉共和国 1954－2006 政府旗
- 委內瑞拉玻利瓦爾共和國 (2006－至今)
- 委內瑞拉玻利瓦爾共和國 (2006－至今) 政府旗